# Nozizeptor
Ein Nozizeptor (von lateinisch nocere ‚schaden‘) – auch als Nozisensor oder fälschlicherweise als Nozirezeptor bezeichnet – ist eine freie sensorische Nervenendigung, die bei einer drohenden oder erfolgten Gewebeschädigung (durch thermische, chemische oder mechanische Noxen) elektrische Signale (Aktionspotentiale) generiert. Nozizeptoren bilden den Ausgangspunkt der Nozizeption, ihre Reizung ist damit typischerweise, aber nicht zwingend von einem Schmerzempfinden begleitet, da es Nozizeption ohne Schmerz gibt, aber keinen organischen Schmerz ohne Nozizeption. Allerdings sind davon neuropathische und psychogene Schmerzen abzugrenzen, bei denen Schmerzempfindungen unabhängig von einer Nozizeptorenaktivierung auftreten.

## Medizingeschichte
Der Begriff Nozizeptor wurde 1906 von dem britischen Physiologen Charles Scott Sherrington geprägt. In den 1960er Jahren leistete der US-amerikanische Physiologe Edward Perl (vgl. Weblinks) wesentliche Beiträge zur Aufklärung der Funktion von Nozizeptoren.

## Beschreibung

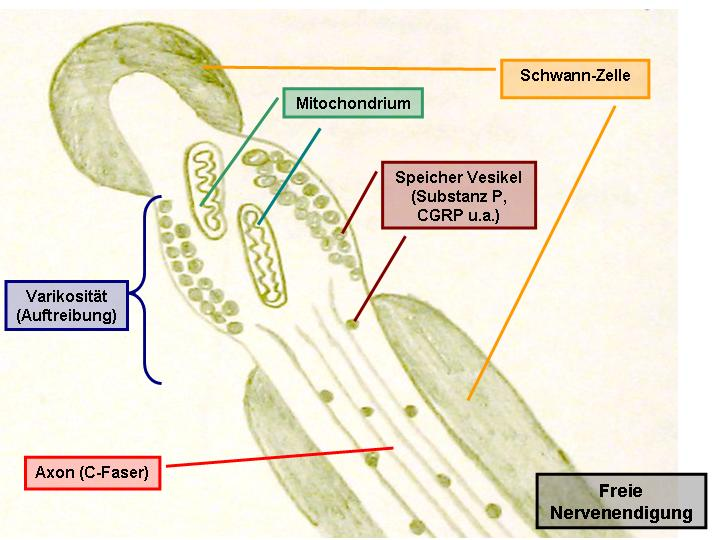
Freie Nervenendigung mit Varikosität und fenestrierter Schwann-Zelle

Entsprechend ihrem Nervenfasertyp: Aδ-Faser (spärlich myelinisiert, Durchmesser 1–6 µm, Leitgeschwindigkeit 5–30 m/s) bzw. C-Faser (nicht myelinisiert, Durchmesser 0,2–1,5 µm, Leitgeschwindigkeit 0,5–2 m/s) und ihrer spezifischen Reaktionsbereitschaft lassen sich Nozizeptoren in drei Gruppen unterteilen:
1. Mechanonozizeptoren, die auf starke, vor allem spitze Reize reagieren (Endigungen von Aδ-Fasern)
2. Polymodale Nozizeptoren, die zusätzlich auch auf Hitze- und Kälte-Schmerz und chemische Schmerzreize reagieren. Sie lassen sich abhängig von den Fasereigenschaften in Aδ-polymodale-Nozizeptoren und C-polymodale-Nozizeptoren differenzieren.
3. Stumme Nozizeptoren, in gesundem Gewebe nicht erregbare Nozizeptoren, deren Reizschwelle durch eine Entzündung auf ein besonders sensitives Niveau herabgesenkt wird (Endigungen von C-Fasern).

Der erste Typ ist für die Auslösung von Erstem Schmerz und Schutzreflexen verantwortlich, wohingegen der zweite Typ den länger anhaltenden, verzögert auftretenden Schmerz (meist flächig brennend) charakterisiert.
In der Haut liegen Nozizeptoren als freie Nervenendigungen vor, sogenannte intraepidermale Nervenfaserendigungen [IENFE], von afferenten Aδ- und C-Fasern im Verhältnis 1:7. Freie Nervenendigungen zeichnen sich durch eine periphere Endverzweigung aus. Sie besitzen eine fenestrierte Ummantelung aus Schwann-Zellen und weisen zahlreiche Varikositäten (Auftreibungen) auf. Diese liegen meist in der Nähe von Blutgefäßen und Mastzellen. Teilweise dringen sie in die Epidermis ein. Nozizeptoren sind für die Eigenschaften der Haut als Schutzhülle des Organismus von entscheidender Bedeutung. Bei bestimmten Erkrankungen (z. B. Diabetes mellitus) können die Nozizeptoren an den Enden der längsten Nervenfasern (in den Füßen) verkümmern; die Folge ist Schmerzunempfindlichkeit bei Verletzungen der Füße.
Die Dichte (d. h. die Anzahl pro Fläche) der Nozizeptoren beim Menschen ist größer als die aller anderen Hautrezeptoren. Die Verteilung der freien IENFE auf der Körperoberfläche ist nicht gleichmäßig und variiert erheblich interindividuell (um den Faktor 10) zwischen gesunden Normalpersonen. Die Dichte der Hitze-Nozizeptoren - an 8 Körperregionen bestimmt- ist der Reihenfolge nach am größten an den Fingerspitzen, gefolgt von den Handflächen, der Stirn, den Fußsohlen, den Schultern, dem Rücken, den Waden, und am geringsten an den Fußrücken. Man findet Nozizeptoren in den Muskeln, im Bereich mancher Eingeweide und an weiteren Stellen des Körperinneren. Auch Bänder und Sehnen der Gelenke enthalten Nozizeptoren, z. B. am Fuß- pro Fläche allerdings ca. 100 Mal weniger als in der Haut.
Beim menschlichen Körper finden sich in verschiedenen Geweben Nozizeptoren. Ausnahmen bilden unter anderem das Gehirn und das Parenchym von Lunge, Leber, Nieren und Nebennieren, Milz sowie auch Schilddrüse, Bauchspeicheldrüse, Knorpel, innere Anteile der Bandscheiben, Synovialmembran, Ligamentum anterius und Wirbelkörper (Ausnahme hinteres Viertel), Gebärmutterkörper und viszerales Peritoneum (Bauchfell), viszerale Pleura (Lungenfell), Teile des Herzbeutels (viszerales Perikard) sowie Retina, Glaskörper, Augenlinse und Zahnschmelz, die zwar selbst überhaupt keine bzw. keine nennenswerte Anhäufung von Nozizeptoren besitzen, jedoch meist von ein oder mehreren schmerzempfindlichen Geweben oder Bindegewebskapseln umhüllt sind (z. B. die Hirnhäute und die Leberkapsel oder das parietale Bauchfell und das parietale Rippenfell), von denen aus (teilweise enorme) Schmerzen entstehen können.
Für Säugetiere gilt es als erwiesen, dass Nozizeptoren durch sogenannte freie Nervenendigungen der dünnen sensiblen Aδ- und C-Nervenfasern verkörpert werden. Die Erregung durch thermische, mechanische bzw. chemische Schmerzreize tritt jeweils bei hohen Reizintensitäten ein, siehe Schmerzschwelle, siehe quantitative sensorische Testung. Charakteristisch ist eine nur geringe oder fehlende adaptive Regelung.

Substanzen, die Nozizeptoren aktivieren, nennt man algogen, diese Substanzen sind schmerzverursachend. Algogene Substanzen sind z. B. Serotonin, Bradykinin, Histamin sowie Kaliumionen und Leukotriene. In der Schmerzforschung wird auch Formaldehyd verwendet.

## Ontogenese
Nozizeptoren gehen in der embryonalen Entwicklung wie Nervengewebe generell aus dem Ektoderm hervor.